# Воздухофлотская (станция скоростного трамвая)
«Воздухофлотская» (укр. «Повітрофлотська») — закрытая станция скоростного трамвая в Киеве, расположена на участке «Политехническая» и «Площадь Галицкая». Открыта в 70-е годы XX века. Название получила по Воздухофлотскому проспекту.
В 2007 году между «Политехнической» и «Воздухофлотской» было построено разворотное кольцо, которое после закрытия «Воздухофлотской» на реконструкцию (до 2008 г.) использовалось для разворота трамваев маршрутов № 1-к и 3. На данный момент станция не работает из-за того, что вестибюль станции оказался на территории строительства 2 высотных башен.

## Галерея

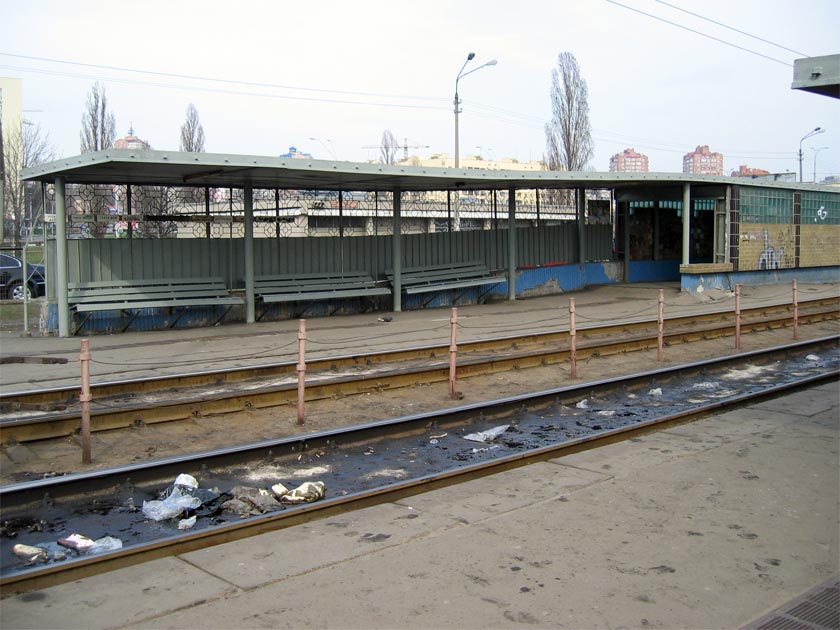
Посадочная платформа, 2005
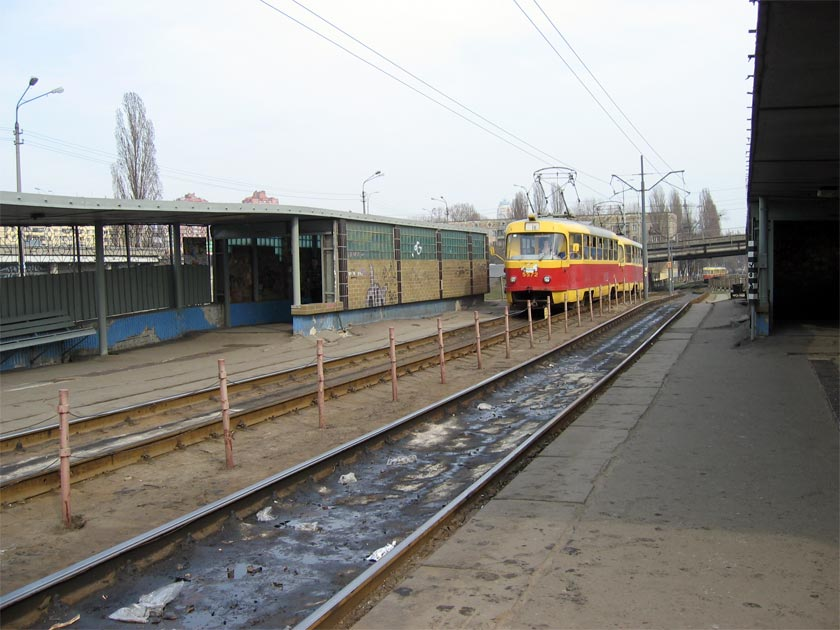
Посадочные платформы, 2005
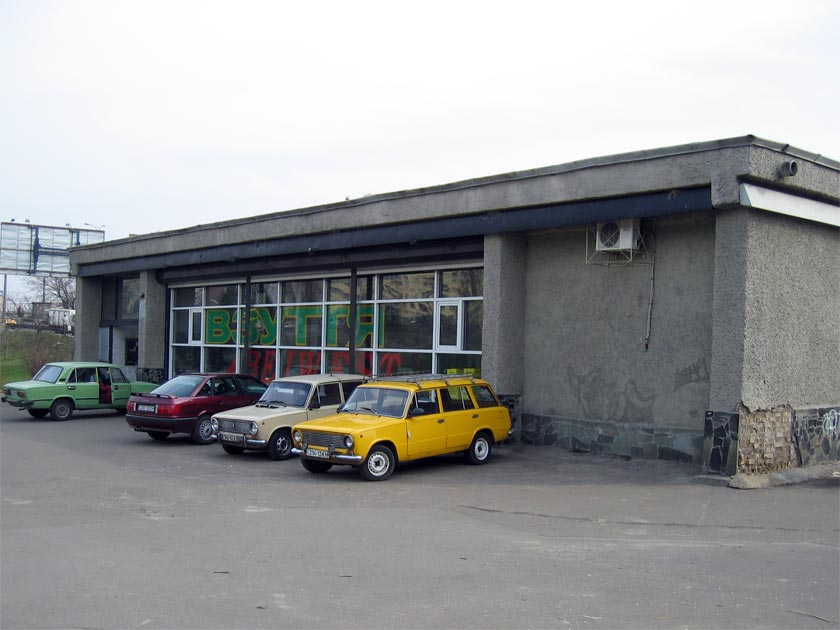
Здание станции